# НХЛ у сезоні 1941—1942
НХЛ у сезоні 1941/1942 — 25-й регулярний чемпіонат НХЛ. Сезон стартував 1 листопада 1941. Закінчився фінальним матчем Кубка Стенлі 18 квітня 1942 між Торонто Мейпл-Ліфс та Детройт Ред-Вінгс перемогою «Мейпл-Ліфс» 3:1 в матчі та 4:3 в серії. Це четверта перемога в Кубку Стенлі Торонто.

## Підсумкова турнірна таблиця
| # | Команда            | І  | В  | П  | Н | ШЗ  | ШП  | Очки |
| - | ------------------ | -- | -- | -- | - | --- | --- | ---- |
| 1 | Нью-Йорк Рейнджерс | 48 | 29 | 17 | 2 | 177 | 143 | 60   |
| 2 | Торонто Мейпл-Ліфс | 48 | 27 | 18 | 3 | 158 | 136 | 57   |
| 3 | Бостон Брюїнс      | 48 | 25 | 17 | 6 | 160 | 118 | 56   |
| 4 | Чикаго Блек Гокс   | 48 | 22 | 23 | 3 | 145 | 155 | 47   |
| 5 | Детройт Ред-Вінгс  | 48 | 19 | 25 | 4 | 140 | 147 | 42   |
| 6 | Монреаль Канадієнс | 48 | 18 | 27 | 3 | 134 | 173 | 39   |
| 7 | Бруклін Амеріканс  | 48 | 16 | 29 | 3 | 133 | 175 | 35   |

## Найкращі бомбардири
| Гравець        | Команда  | І  | Г  | П  | О  | ШХ |
| -------------- | -------- | -- | -- | -- | -- | -- |
| Браян Гекстолл | Нью-Йорк | 48 | 24 | 32 | 56 | 30 |
| Лінн Патрик    | Нью-Йорк | 47 | 32 | 22 | 54 | 18 |
| Дон Гроссо     | Детройт  | 45 | 23 | 30 | 53 | 13 |
| Філ Вотсон     | Нью-Йорк | 48 | 15 | 37 | 52 | 58 |
| Сід Абель      | Детройт  | 48 | 18 | 31 | 49 | 45 |

## Плей-оф

### Попередній раунд
| - 22 березня. Бостон - Чикаго 2:1 ОТ - 24 березня. Чикаго - Бостон 4:0 - 26 березня. Чикаго - Бостон 2:3 Серія: Бостон - Чикаго 2-1 | - 22 березня. Монреаль - Детройт 1:2 - 24 березня. Детройт - Монреаль 0:5 - 26 березня. Монреаль - Детройт 2:6 Серія: Детройт - Монреаль 2-1 |

### Півфінали
| - 21 березня. Нью-Йорк - Торонто 1:3 - 22 березня. Торонто - Нью-Йорк 4:2 - 24 березня. Торонто - Нью-Йорк 0:3 - 28 березня. Нью-Йорк - Торонто 1:2 - 29 березня. Торонто - Нью-Йорк 1:3 - 31 березня. Нью-Йорк - Торонто 2:3 Серія: Торонто - Нью-Йорк 4-2 | - 21 березня. Детройт - Бостон 6:4 - 23 березня. Бостон - Детройт 1:3 Серія: Детройт - Бостон 2-0 |

### Фінал
- 4 квітня. Детройт - Торонто 3:2
- 7 квітня. Детройт - Торонто 4:2
- 9 квітня. Торонто - Детройт 2:5
- 12 квітня. Торонто - Детройт 4:3
- 14 квітня. Детройт - Торонто 3:9
- 16 квітня. Торонто - Детройт 3:0
- 18 квітня. Детройт - Торонто 1:3

Серія: Торонто - Детройт 4-3
Найкращі бомбардири плей-оф
| Гравець    | Клуб    | І  | Г | П | О  |
| ---------- | ------- | -- | - | - | -- |
| Дон Гроссо | Детройт | 12 | 8 | 6 | 14 |
| Сід Абель  | Торонто | 13 | 5 | 9 | 14 |

## Призи та нагороди сезону
| Нагороди                 | Гравець        | Команда            |
| ------------------------ | -------------- | ------------------ |
| Пам'ятний трофей Колдера | Грант Ворвік   | Нью-Йорк Рейнджерс |
| Пам'ятний трофей Гарта   | Томмі Андерсон | Бруклін Амеріканс  |
| Приз Леді Бінг           | Сіл Еппс       | Торонто Мейпл-Ліфс |
| Трофей Везини            | Френк Брімсек  | Бостон Брюїнс      |

| Нагорода               | Клуб               |
| ---------------------- | ------------------ |
| Приз принца Уельського | Нью-Йорк Рейнджерс |
| Приз О'Брайна          | Детройт Ред-Вінгс  |
| Кубок Стенлі           | Торонто Мейпл-Ліфс |

## Команда всіх зірок
| Перша команда                      | Позиція              | Друга команда                          |
| ---------------------------------- | -------------------- | -------------------------------------- |
| Френк Брімсек, Бостон Брюїнс       | Воротар              | Турк Брода, Торонто Мейпл-Ліфс         |
| Ерл Зайберт, Чикаго Блек Гокс      | Захисник             | Пет Іген, Бруклін Амеріканс            |
| Томмі Андерсон, Бруклін Амеріканс  | Захисник             | Вілфред Макдональд, Торонто Мейпл-Ліфс |
| Сіл Еппс, Торонто Мейпл-Ліфс       | Центральний нападник | Філ Вотсон, Нью-Йорк Рейнджерс         |
| Браян Гекстолл, Нью-Йорк Рейнджерс | Правий нападник      | Горді Дріллон, Торонто Мейпл-Ліфс      |
| Лінн Патрик, Нью-Йорк Рейнджерс    | Лівий нападник       | Сід Абель, Детройт Ред-Вінгс           |
| Френк Буше, Нью-Йорк Рейнджерс     | Тренер               | Пол Томпсон, Чикаго Блек Гокс          |